# Kadua tahuatensis
Kadua tahuatensis är en måreväxtart som först beskrevs av David H. Lorence och Jacques Florence, och fick sitt nu gällande namn av Warren Lambert Wagner och David H. Lorence. Kadua tahuatensis ingår i släktet Kadua och familjen måreväxter. Inga underarter finns listade i Catalogue of Life.